# Ле Казе (Мачерата)
Ле Казе (итал. Le Case) насеље је у Италији у округу Мачерата, региону Марке.
Према процени из 2011. у насељу је живело 47 становника. Насеље се налази на надморској висини од 311 м.